# SAND BEIGE -砂漠へ-
「SAND BEIGE -砂漠へ-」（サンド・ベージュ さばくへ）は、日本の歌手である中森明菜の楽曲。この楽曲は中森の12枚目のシングルとして、1985年6月19日にワーナー・パイオニアのリプリーズ・レコードレーベルよりリリースされた (EP: L-1669)。

## 背景
「SAND BEIGE -砂漠へ-」は、1985年6月19日にシングルレコード (EP: L-1669)で発売された。この楽曲は都志見隆による作曲先行で、許瑛子が作詞した。アレンジは井上鑑が手掛けた。許にとっては本曲がシングルデビュー作となった。
「SAND BEIGE」の″SAND″は英語で、″BEIGE″がフランス語である。許は、写真集や旅行ガイドブックといった資料を集め、別れの旅をテーマに掲げ、いくつかのディレクター注文の末に完成された詞であったと明かしている。
サビの歌詞中にあるカタカナ表記部分 ″アナ アーウィズ アローホ″ は、アラビア語エジプト方言で、″私は～に行きたい（أنا عاوز أروح, ana ʿāwiz arūḥ, アナ・アーウィズ・アルーフ）を取り入れた部分となっている。
ジャケット写真はマニラで撮影された。
本作のライナーノーツには、本曲の楽譜に加え、同言語の訳詞も掲載されている。この楽曲は後の作品でも新録されており、2002年12月にリリースしたベスト・アルバム『Akina Nakamori〜歌姫ダブル・ディケイド』に収録された。
シングル盤「SAND BEIGE -砂漠へ-」のB面として発表された「椿姫ジュリアーナ」は、松本一起の作詞に佐藤隆が作曲を手掛け、「SAND BEIGE -砂漠へ-」に続いて井上が編曲を務めた楽曲である。

## 批評
『CDジャーナル』は「SAND BEIGE -砂漠へ-」について、サハラ砂漠を題材とした実験的な試みの見られる楽曲であり、異国的な情緒と中森の個性が調和していると指摘し、「何を歌っても様になってしまうのがすごい」と批評した。『別冊ザテレビジョン ザ・ベストテン 〜蘇る!80'sポップスHITヒストリー〜』は、この楽曲の音楽性について、″中近東風″と指摘している。

## チャート成績
この楽曲は、オリコン週間シングルチャートでは、1985年7月1日付で初登場・最高順位ともに1位を記録した。同チャートの100位以内においては、計16週に渡ってランクインしている。また、1985年度のオリコン年間シングルチャートでは、7位を記録した。TBS系の音楽番組『ザ・ベストテン』では、1985年7月11日から1985年8月8日放送の5週連続で最高順位2位を記録し、1985年度の年間総合ベストテンでは、第8位を記録した。

## ライブ・パフォーマンス
「SAND BEIGE -砂漠へ-」は、1985年7月から開催されたコンサート・ツアーBITTER & SWEETで披露された。以降、2001年6月より開催のコンサート・ツアーALL ABOUT AKINA 20th Anniversary IT'S BRAND NEW DAYや、2004年5月から開催されたコンサート・ツアーAKINA NAKAMORI A-1 tour 2004などでも披露された。音楽番組では、TBS系の『ザ・ベストテン』やフジテレビ系の『夜のヒットスタジオDELUXE』などで披露され、砂漠やアラブ風のセットの中で中森は本曲を歌唱した。1985年8月1日放送の『ザ・ベストテン』では、スーダン出身の民族音楽家ハムザ・エル＝ディーンをゲストに迎え、この楽曲の歌詞解説に加え、ウードによる前奏も披露された。
「椿姫ジュリアーナ」は、BITTER & SWEETツアーでの披露はじめ、音楽番組では1985年9月11日放送の『夜のヒットスタジオDELUXE』などで歌唱した。

## 収録曲
| 全編曲: 井上鑑。 |                         |           |           |      |
| #                | タイトル                | 作詞      | 作曲      | 時間 |
| A.               | 「SAND BEIGE -砂漠へ-」 | 許瑛子    | 都志見隆  | 4:37 |
| B.               | 「椿姫ジュリアーナ」    | 松本一起  | 佐藤隆    | 4:02 |
| 合計時間:        | 合計時間:               | 合計時間: | 合計時間: | 8:39 |

### 規格
- 1988年6月25日 - 8cmCD: 10SL-142[18]
- 1988年12月21日 - CT: 10L5-4051[19]
- 1998年11月26日 - 12cmCD: WPC6-8669[20]
- 2008年11月12日 - デジタル・ダウンロード[21][22]
- 2014年6月18日 - 12cmCD, Singles Box 1982-1991の一枚として

## クレジット
- photo by 佐藤秀春[6]

## 参照
1. ↑  “iTunes - ミュージック - 中森明菜「SAND BEIGE -砂漠へ-（オリジナル・シングル・ジャケット）」”.  Apple. 2012年8月11日閲覧。
2. 1 2 3 4  『AKINA』（4×12cmCD）中森明菜、ワーナーミュージック・ジャパン、1993年11月10日。WPCL-770〜3。
3. ↑  “第18回日本有線大賞 HISTORY 日本有線大賞 - 有線ランキング”.  キャンシステム. 2011年8月15日閲覧。
4. 1 2  クラブハウス『オリコン No.1 HITS 500 1968〜1985 (上) オリコンチャート1位ヒットソング集』クラブハウス、1998年11月1日。ISBN 490649613X。
5. 1 2  『別冊ザテレビジョン ザ・ベストテン 〜蘇る!80'sポップスHITヒストリー〜』角川インタラクティブ・メディア、2004年12月。ISBN 4048944533。
6. 1 2 3 4 5  『SAND BEIGE -砂漠へ-』（EP）中森明菜、ワーナー・パイオニア、1985年6月19日。L-1669。
7. 1 2 3 4 5  クラブハウス『オリコン No.1 HITS 500 1968〜1985 (上) オリコンチャート1位ヒットソング集』クラブハウス、1998年11月1日、215、276頁頁。ISBN 4906496121。
8. 1 2 3 4  “シングルデビュー曲”. 作詞家/許瑛子のホームページ.   許瑛子. 2011年5月15日時点のオリジナルよりアーカイブ。2011年8月15日閲覧。
9. 1 2  中森明菜『ザ・ベストテン 中森明菜 プレミアムBOX』（5DVD (DISC 3)）ユニバーサルミュージック合同会社、2012年3月28日。POBD-22043/7。
10. ↑  アーウィズは男性形で通常の会話では女性の私が「～したい」という時にはアーウィザ（実際には音の短縮化があるため ʿawza（アウザ）と発音される）を用いる。しかしながらアラブの歌謡曲では女性形の代わりに男性形を用いる慣例があり、女性歌手が「私は～したい」という意味でアーウィズを使うことも珍しくなく、本曲の歌詞で男性形アーウィズが使われている件もアラビア語としては特に問題無い。
11. ↑  『Akina Nakamori〜歌姫ダブル・ディケイド』（12cmCD）中森明菜、ユニバーサルJ、2002年12月4日。UMCK-1139。
12. ↑  “中森明菜 / BEST [紙ジャケット仕様] [限定] [CD] [アルバム] - CDJournal.com”. 楽曲コメント.   音楽出版社. 2011年9月10日閲覧。
13. 1 2 3  『別冊ザテレビジョン ザ・ベストテン 〜蘇る!80'sポップスHITヒストリー〜』角川インタラクティブ・メディア、2004年12月、134-135頁。ISBN 4048944533。
14. 1 2  『中森明菜写真集 VINGTANS -20 Years Old-』ケン企画、1985年12月24日。
15. ↑  “BS-i Online | ドラマ”.  BS-i. 2001年11月26日時点のオリジナルよりアーカイブ。2012年6月8日閲覧。
16. ↑  “スポニチアネックス 芸能 記事”. スポーツニッポン.   スポーツニッポン新聞社 (2004年5月16日). 2004年6月3日時点のオリジナルよりアーカイブ。2012年6月8日閲覧。
17. 1 2  『中森明菜 IN 夜のヒットスタジオ』（6DVD）中森明菜、ユニバーサルミュージック合同会社、2010年12月22日、2頁。POBD-22017/22。
18. ↑  “SAND BEIGE - 中森明菜 - Yahoo!ミュージック”.  Yahoo! JAPAN. 2012年8月9日時点のオリジナルよりアーカイブ。2012年6月8日閲覧。
19. ↑  『SAND BEIGE -砂漠へ-』（CT）中森明菜、ワーナー・パイオニア、1988年12月21日。10L5-4051。
20. ↑  “中森明菜 「SAND BEIGE-砂漠へ-」｜Warner Music Japan”.   ワーナーミュージック・ジャパン. 2012年6月8日閲覧。
21. ↑  “SAND BEIGE-砂漠へ-｜中森明菜｜試聴・ダウンロード ListenJapan 【 リッスンジャパン 】”.   ListenJapan. 2011年7月21日時点のオリジナルよりアーカイブ。2012年8月9日閲覧。
22. ↑  “mora[モーラ] : 中森明菜「SAND BEIGE-砂漠へ-」を試聴・ダウンロード”.  レーベルゲート. 2012年8月9日閲覧。